# Ҕ (слово ћирилице)
Ҕ ҕ (Ҕ ҕ, искошено: Ҕ ҕ) је слово ћириличног писма које се користи у абхаском и јакутском језику, и представља звучни веларни фрикатив /ɣ/. Зове се Г са средишњим куком. Иако подсећа и скоро је идентично слову ⟨Ђ⟩, ⟨Ҕ⟩ је потпуно различито слово, са потпуно различитим изговором.
Писмо је 1844. године измислио Андреас Јохан Шегрен за осетски језик од контракције ћириличног ⟨Г⟩ и готског слова hagl. ⟨Ҕ⟩ је шесто слово абхаске азбуке, постављено по редоследу између диграфа ⟨Гә⟩ и ⟨Ҕь⟩. То је пето слово јакутске азбуке, постављено између ⟨Г⟩ и ⟨Д⟩.

## Слична слова
- Г г

- Ғ ғ (Гхајн)

- Ӷ ӷ (Г са спустачем)

## Рачунарски кодови
У Unicode-у, ово слово се зове [GHE WITH MIDDLE HOOK].
| Знак                      | Ҕ                                            | Ҕ                                            | ҕ                                          | ҕ                                          |
| ------------------------- | -------------------------------------------- | -------------------------------------------- | ------------------------------------------ | ------------------------------------------ |
| Назив у Уникоду           | CYRILLIC CAPITAL LETTER GHE WITH MIDDLE HOOK | CYRILLIC CAPITAL LETTER GHE WITH MIDDLE HOOK | CYRILLIC SMALL LETTER GHE WITH MIDDLE HOOK | CYRILLIC SMALL LETTER GHE WITH MIDDLE HOOK |
| Врста кодирања            | децимална                                    | хексадецимална                               | децимална                                  | хексадецимална                             |
| Уникод                    | 1172                                         | U+0494                                       | 1173                                       | U+0495                                     |
| UTF-8                     | 210 148                                      | D2 94                                        | 210 149                                    | D2 95                                      |
| Нумеричка референца знака | &#1172;                                      | &#x494;                                      | &#1173;                                    | &#x495;                                    |